# 美国部队勤务识别章
美国国防部勤务识别章是服役于美军中的军人用于识别其工作职责的军事徽章。服役于任何美军军种的军人只要符合该识别章的要求就可以佩戴此种识别章，佩戴方式及图案不分军种。
以下为现行的美国国防部勤务识别章：

## 行政分支勤务识别章

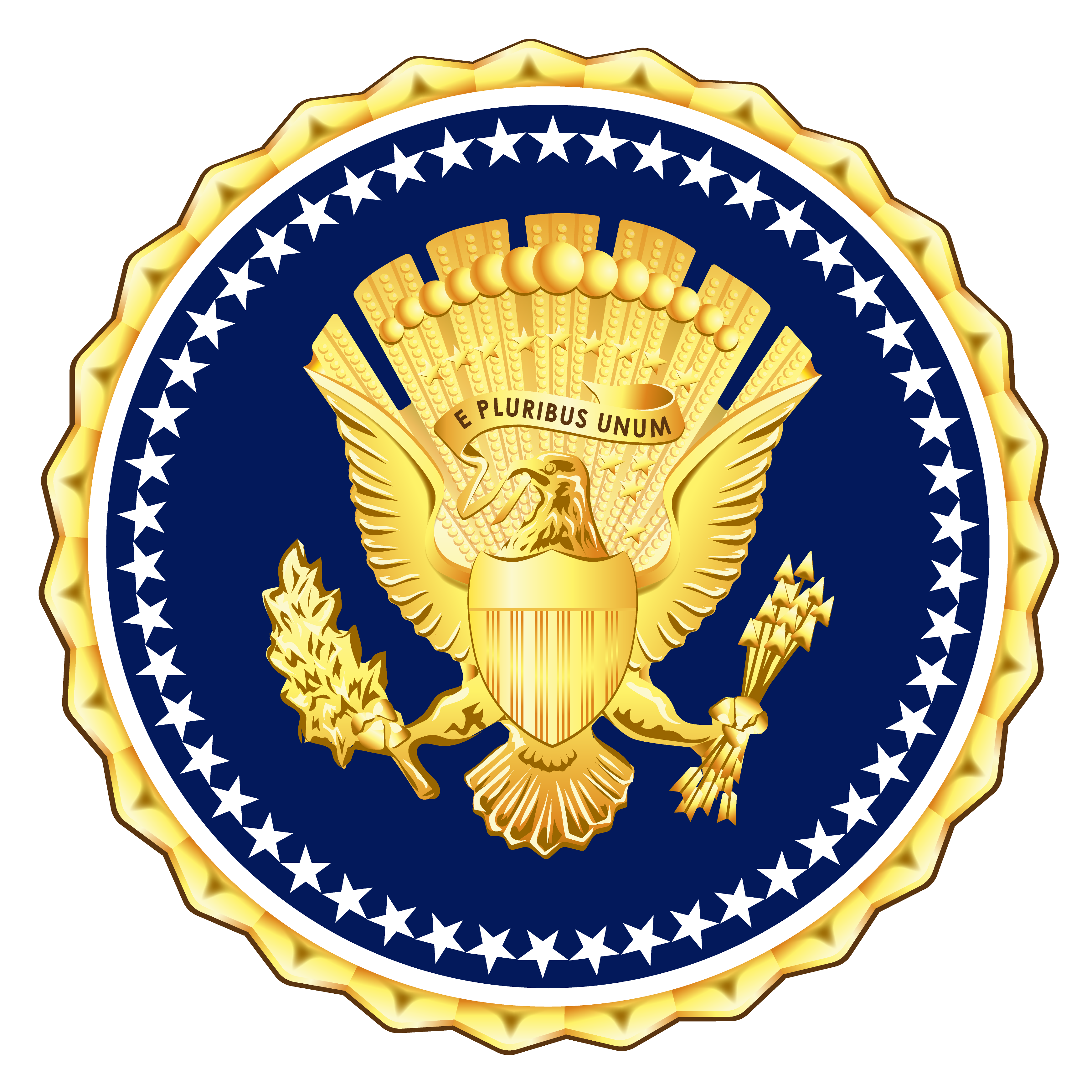
总统勤务识别章，由为总统工作的军人佩戴
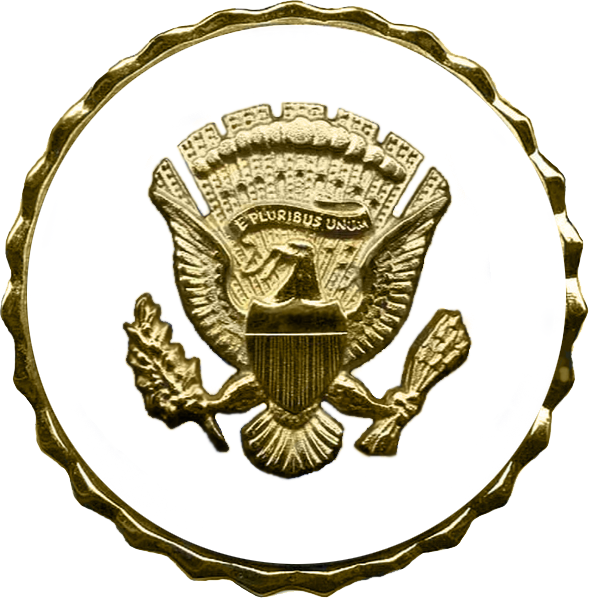
副总统勤务识别章，由为副总统工作的军人佩戴

## 国防部勤务识别章

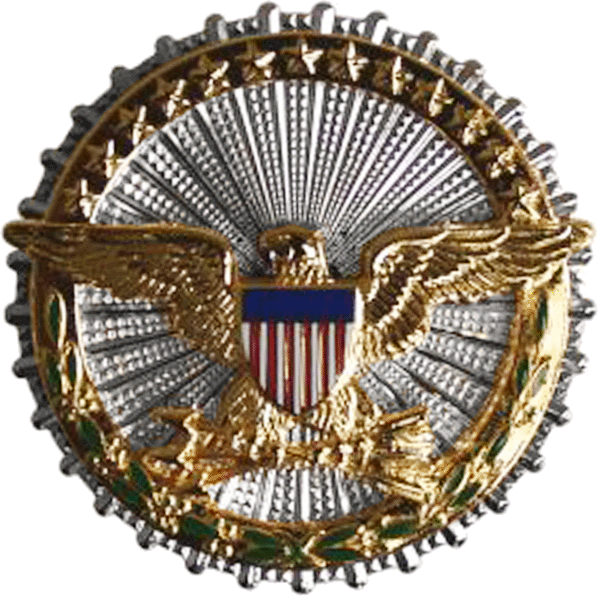
国防部部长办公室勤务识别章，由在国防部部长办公室执勤的军人佩戴

### 陆军独有识别章

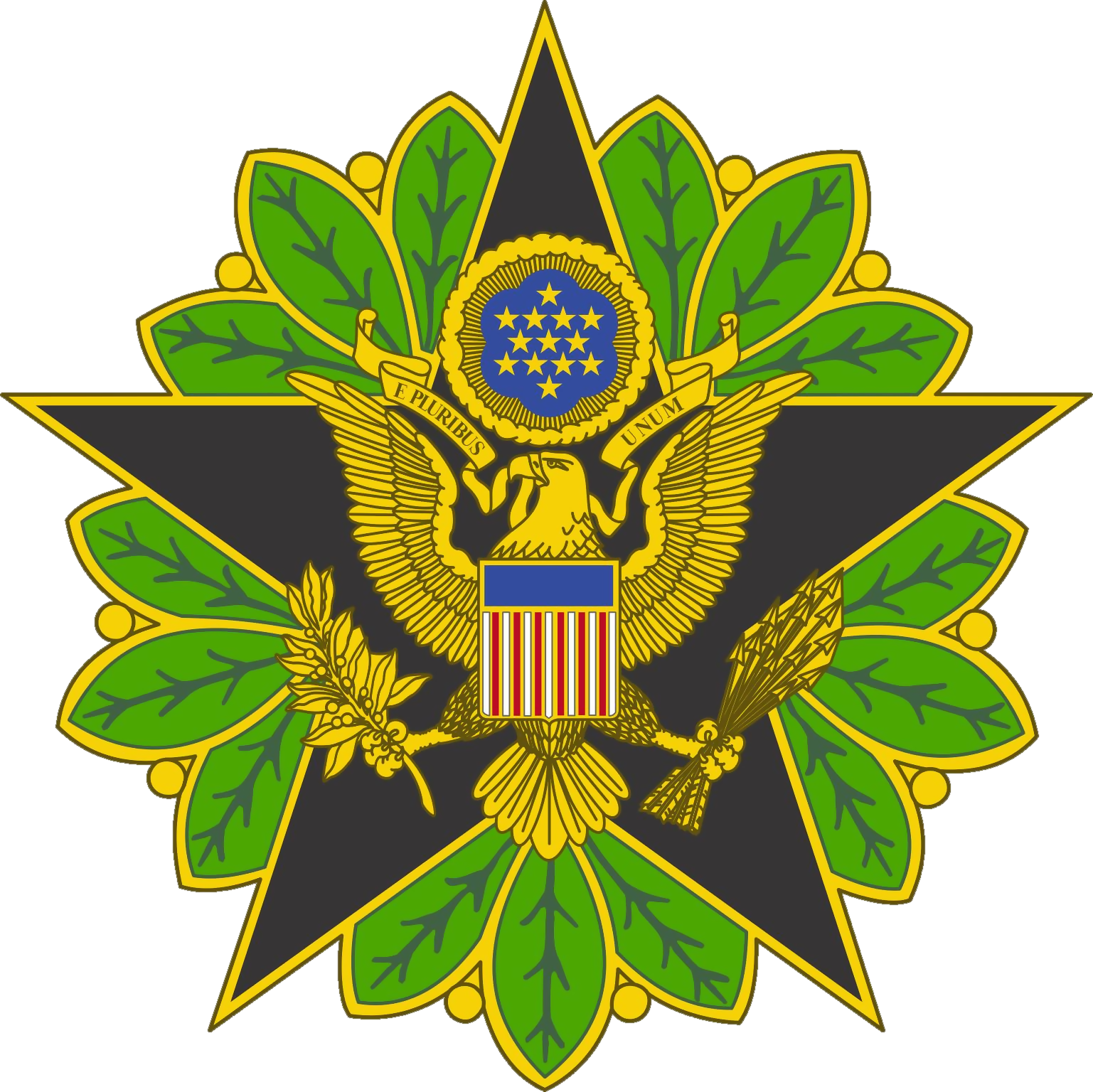
陆军参谋勤务识别章，由在陆军部属下机构工作或陆军参谋长办公室工作的陆军士兵佩戴
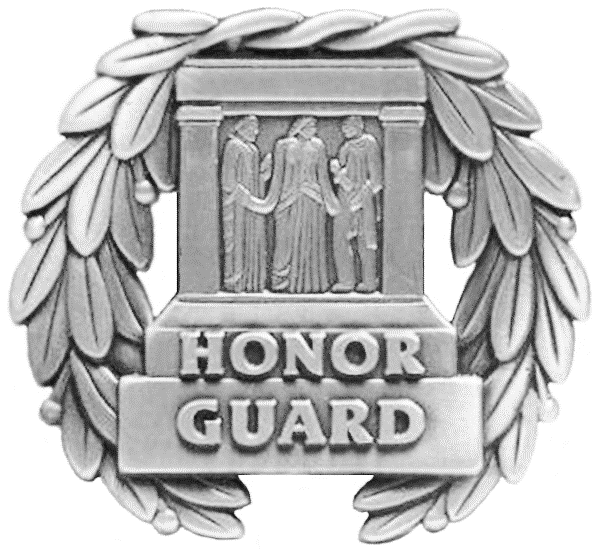
无名烈士墓卫兵识别章
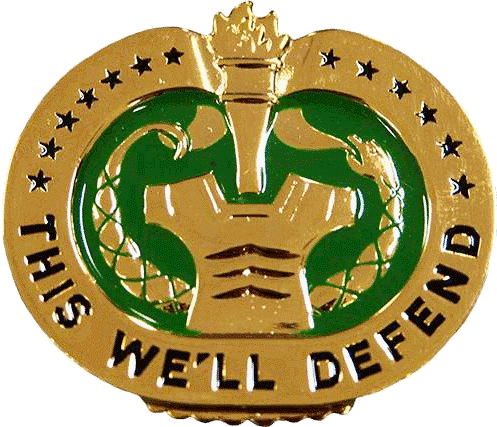
训练士官识别章
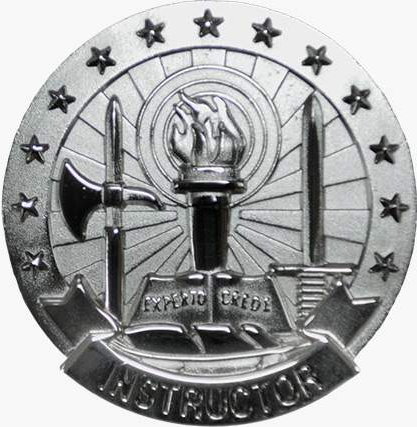
陆军训练员识别章
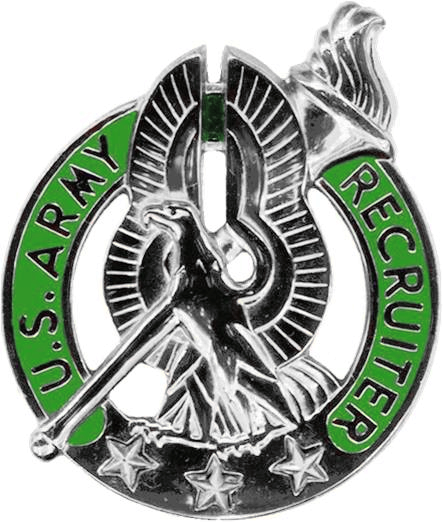
陆军招募员识别章
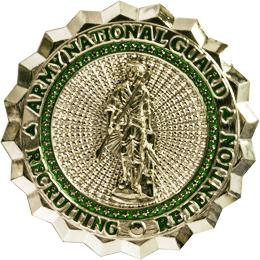
陆军国民警卫队招募员识别章
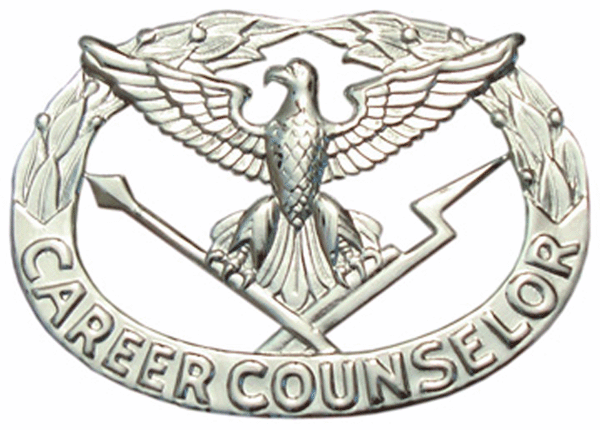
陆军职业顾问识别章
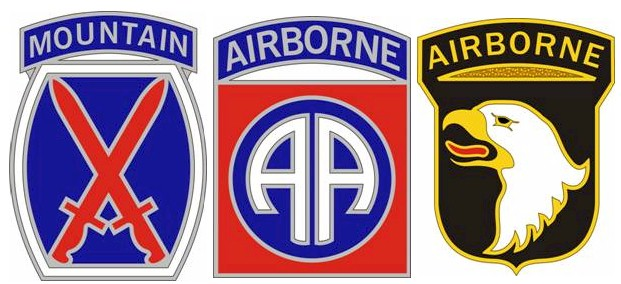
陆军作战服务识别章
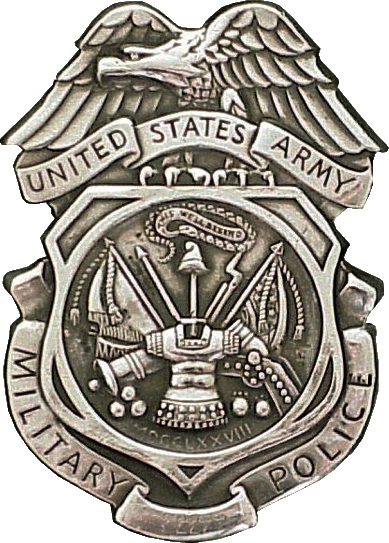
陆军宪兵勤务识别章
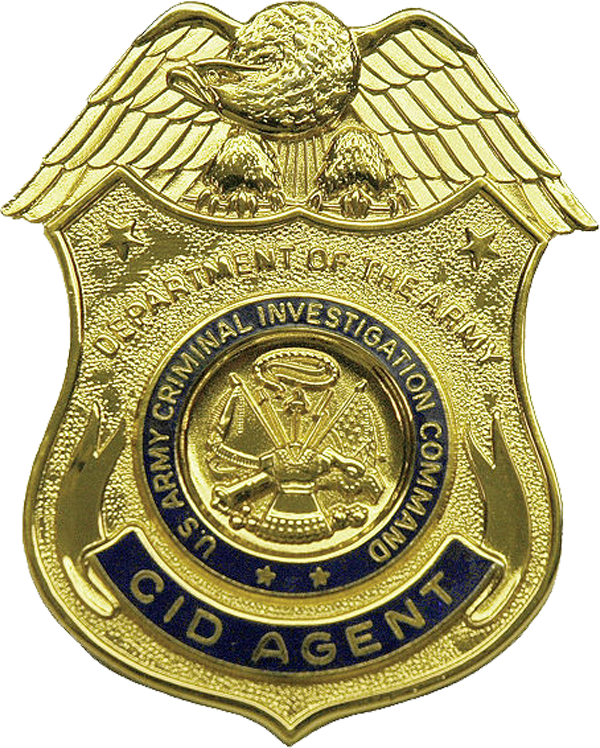
陆军犯罪调查司令部探员识别章
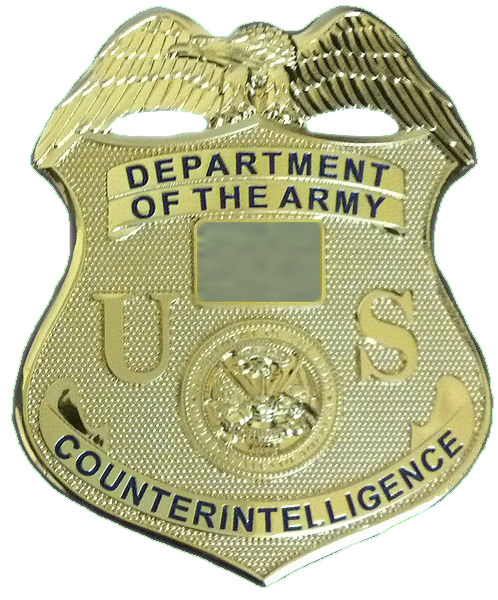
陆军反间谍探员识别章

### 空军独有识别章

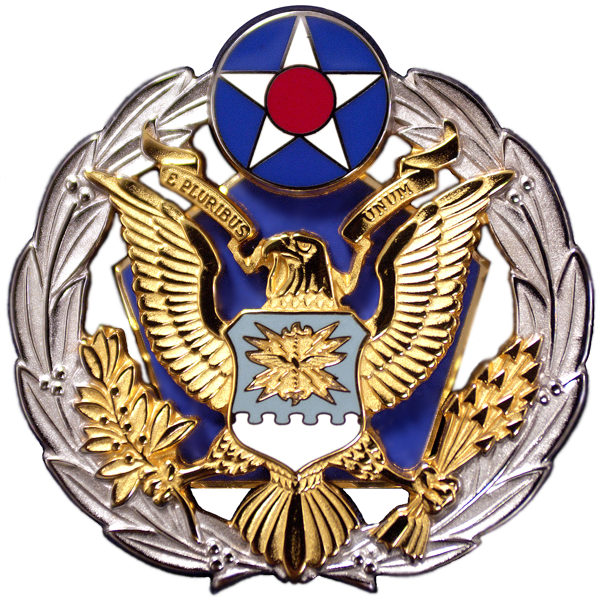
空军总部勤务识别章
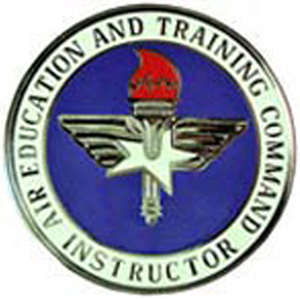
空军教育及训练司令部训练员识别章
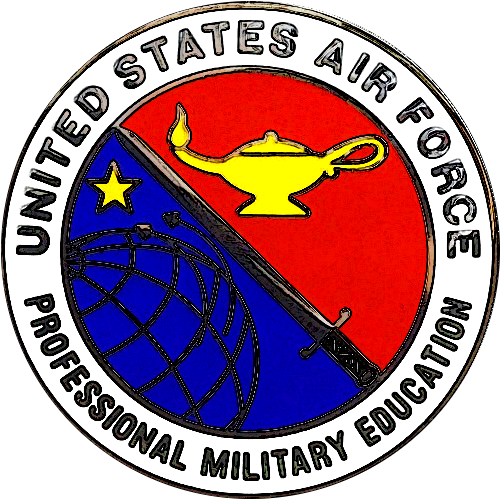
空军专业军事教育训练员识别章
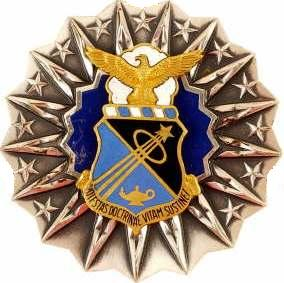
美国空军学院终身教授识别章
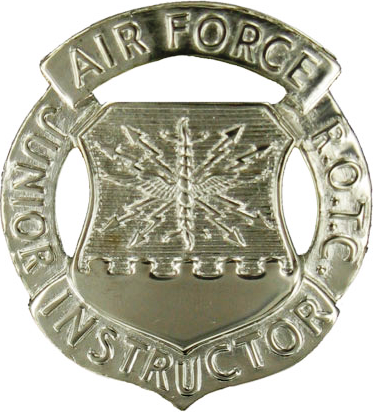
空军初级预备役军官训练团训练员识别章
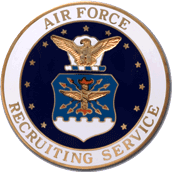
空军招募服务识别章
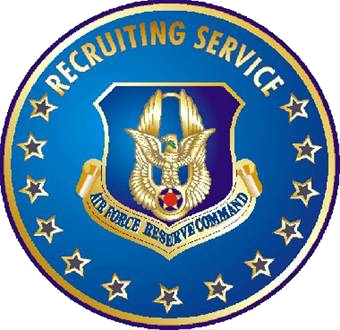
空军后备司令部招募服务识别章
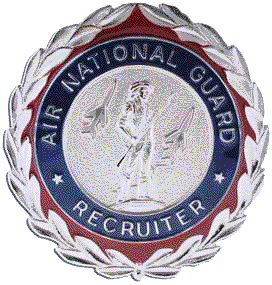
空军国民警卫队招募服务识别章
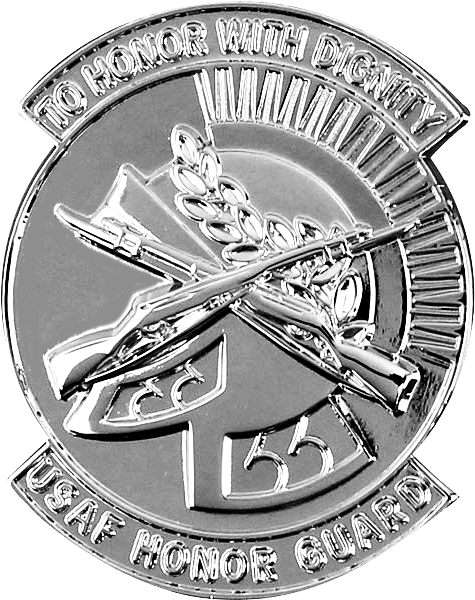
美国空军荣耀卫兵勤务识别章
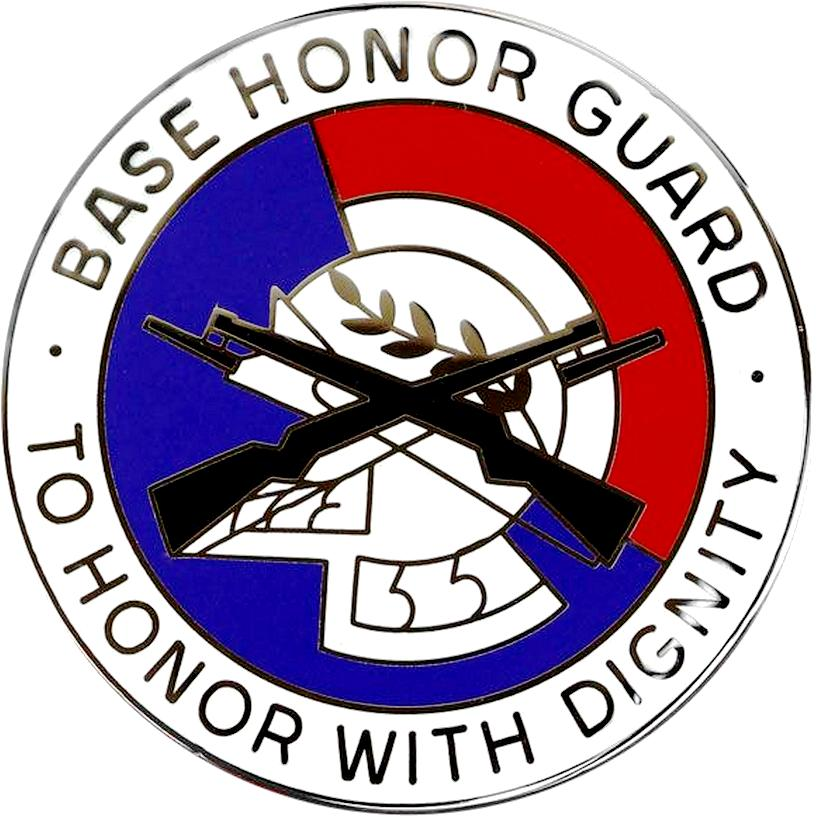
空军基地荣耀卫兵勤务识别章
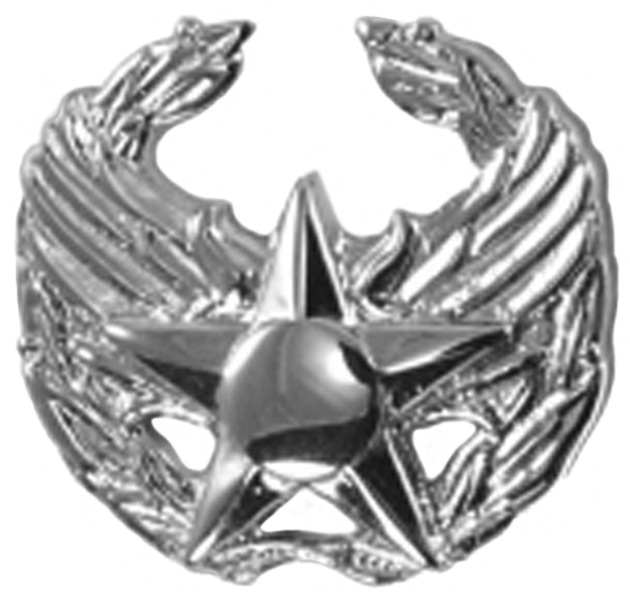
空军指挥官勤务章
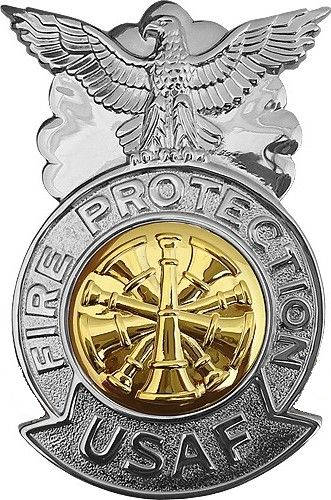
空军消防识别章
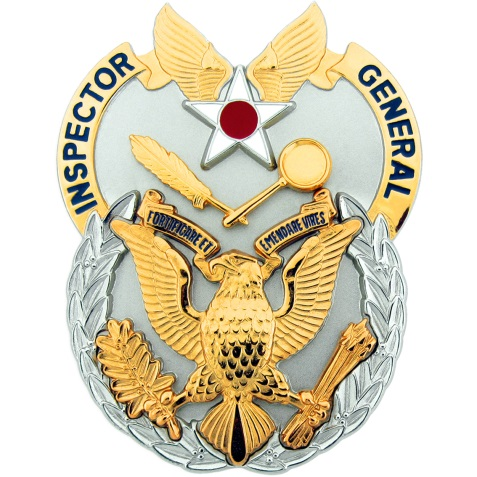
空军监察长勤务识别章
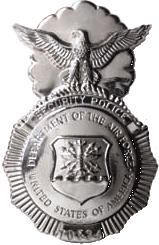
空军保安部队勤务识别章
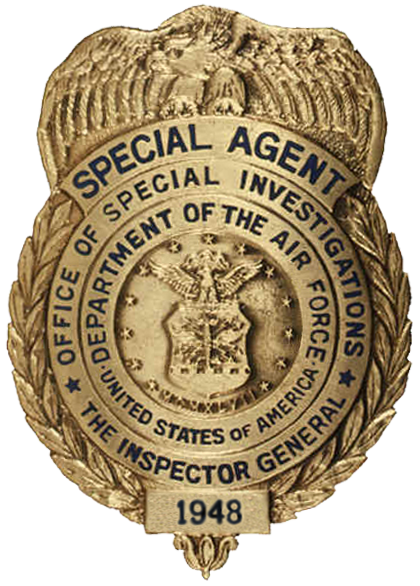
空军特别调查办公室探员识别章

### 海军独有识别章

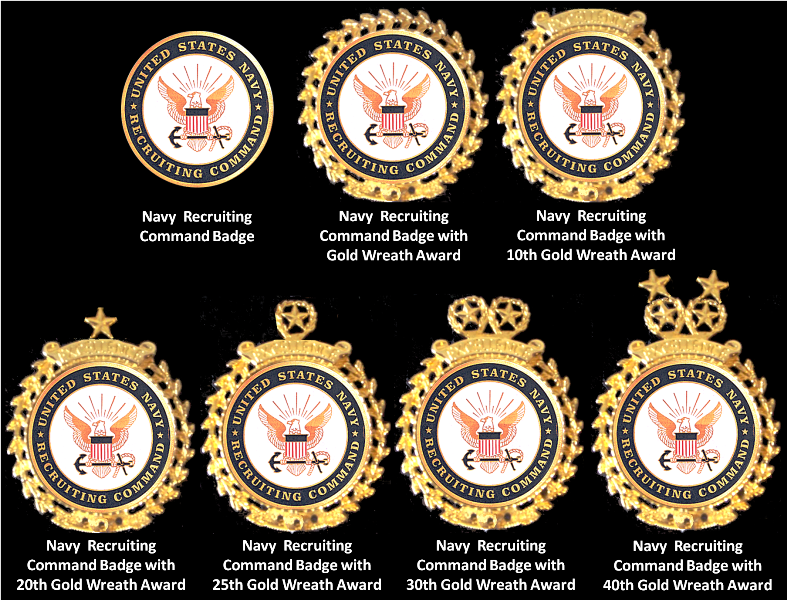
海军招募司令部识别章
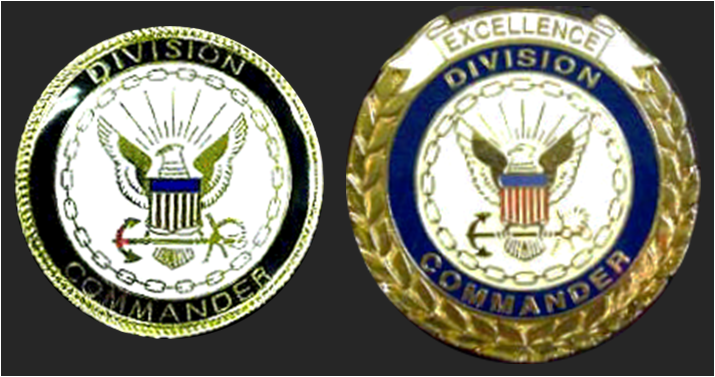
海军新兵训练员识别章
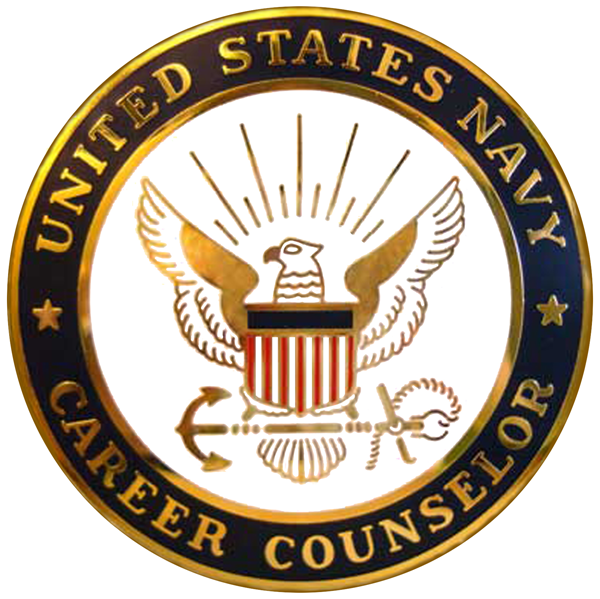
海军职业顾问识别章
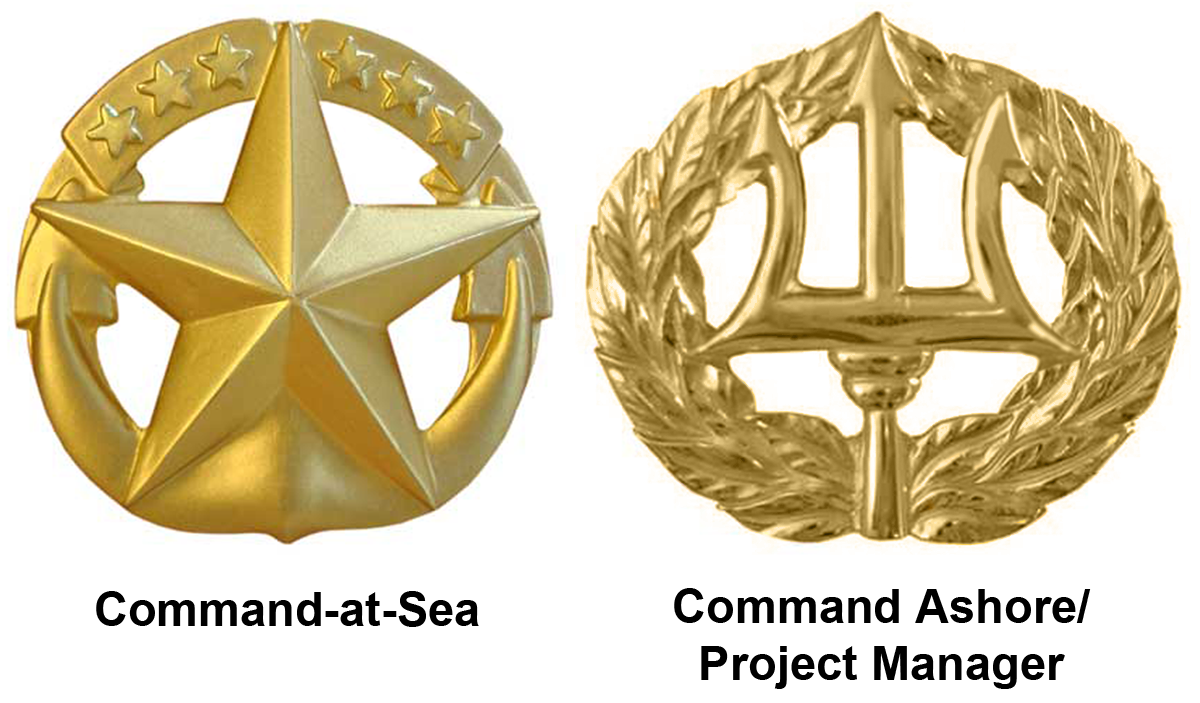
海上指挥官识别章和岸上指挥官/项目经理识别章
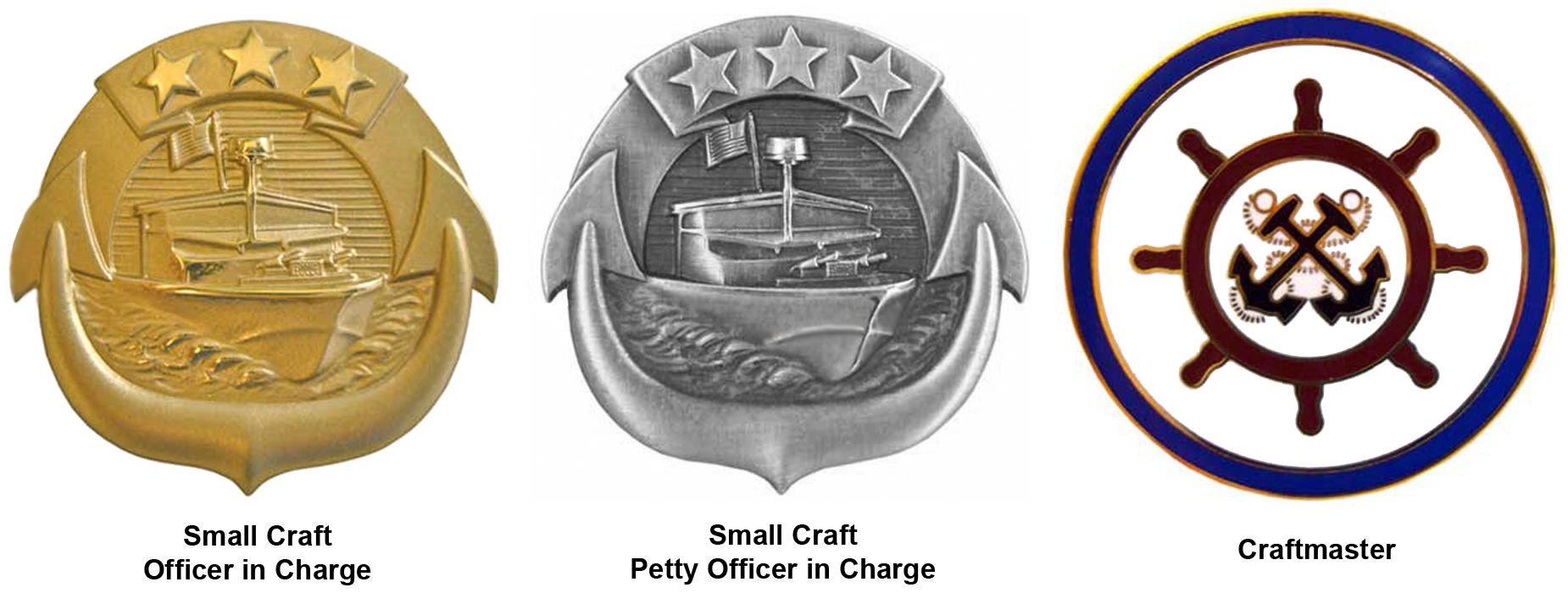
小型船只军官/士官识别章
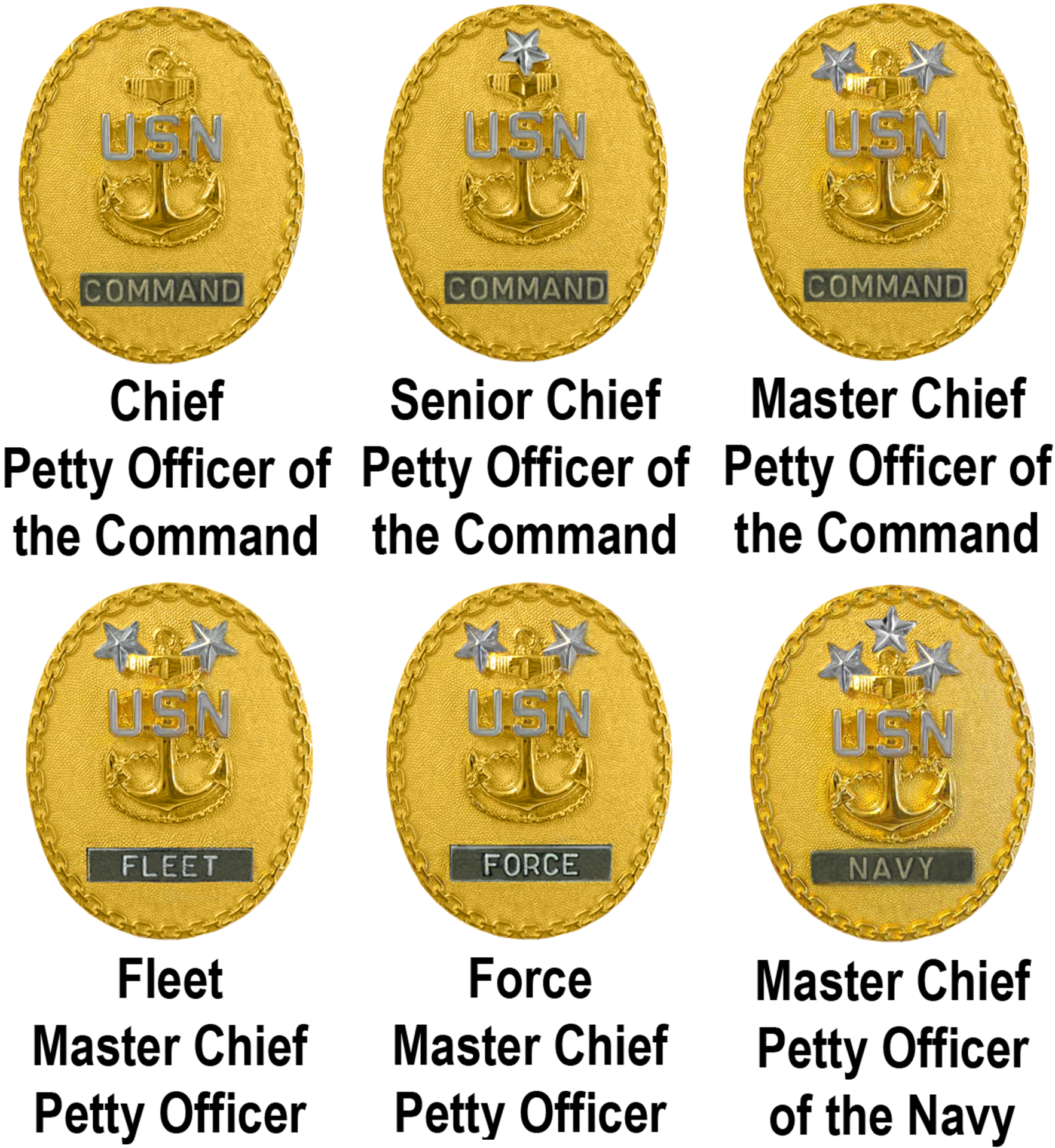
士官长指挥识别章
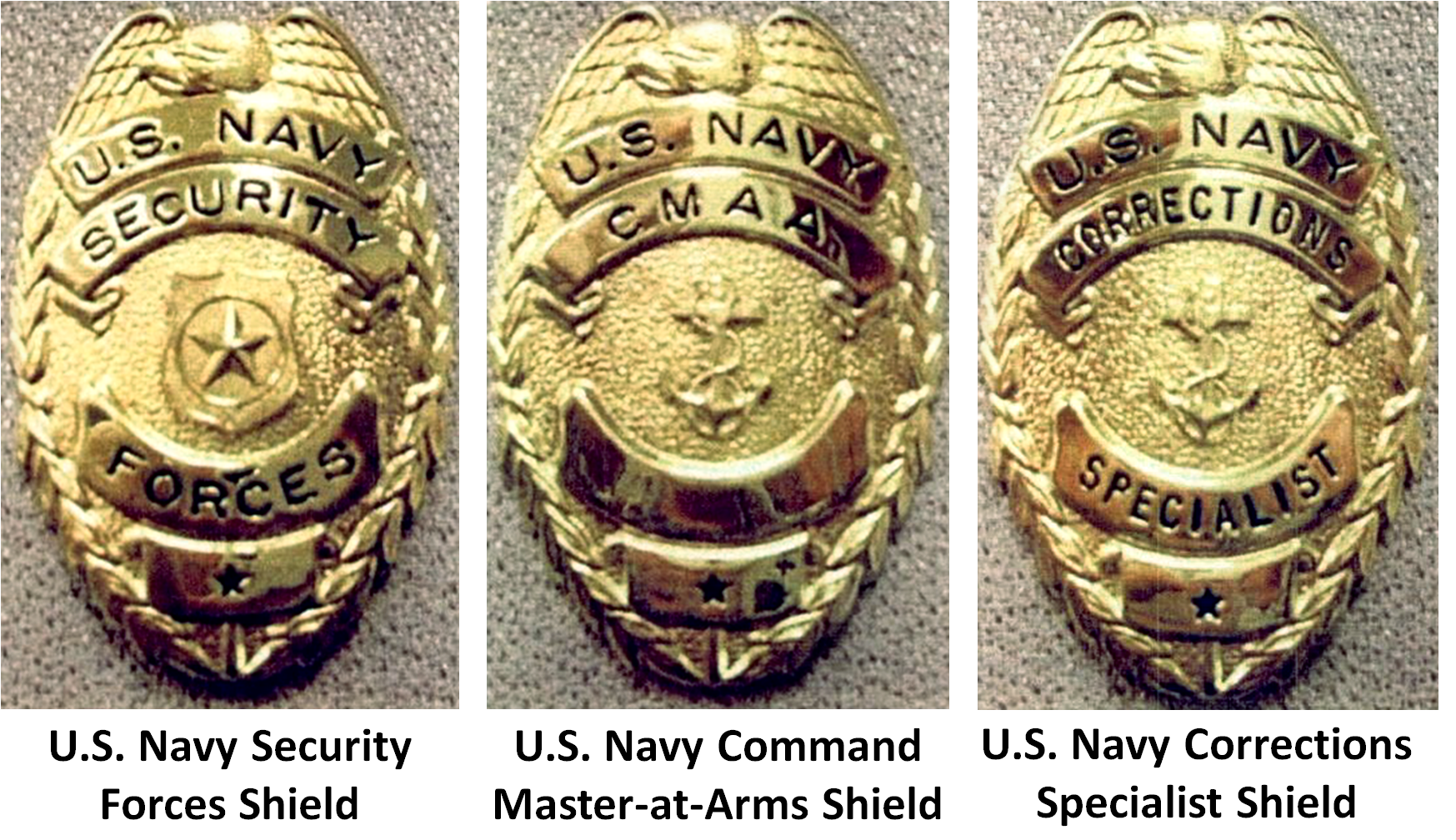
海军宪兵执法识别章
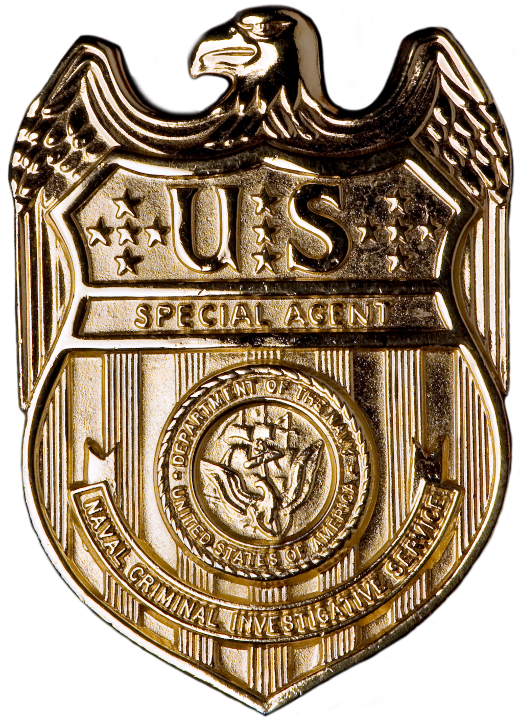
海军犯罪调查处探员识别章

### 海军陆战队独有识别章

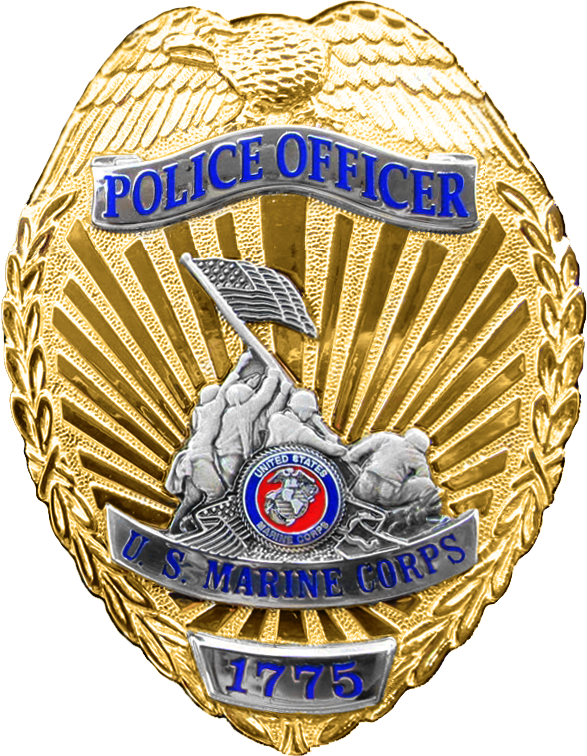
海军陆战队执法宪兵识别章
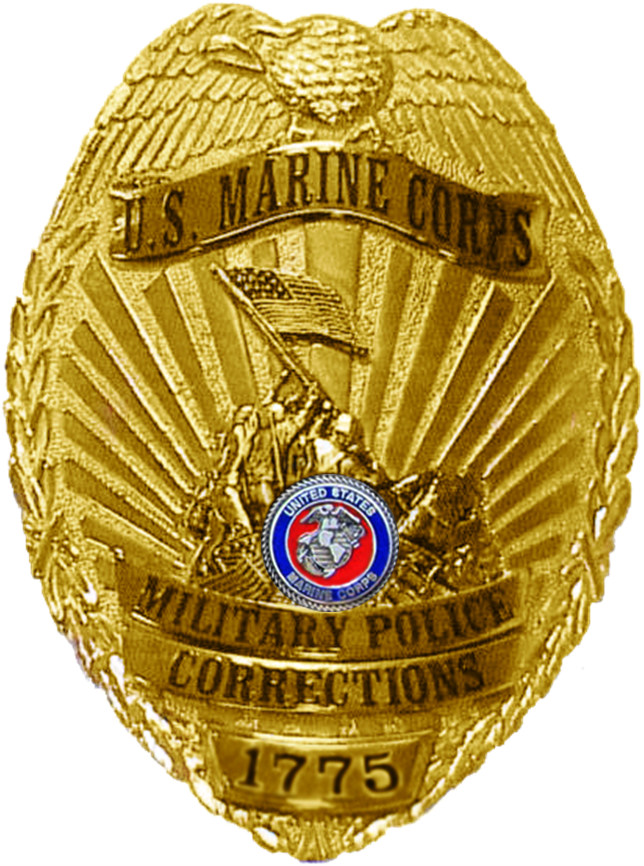
海军陆战队惩教宪兵识别章
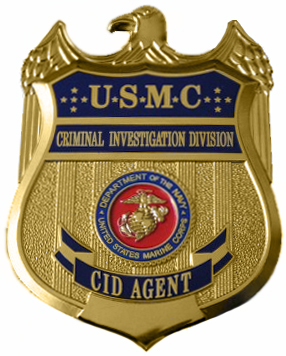
海军陆战队犯罪调查部探员识别章

## 国土安全部独有识别章

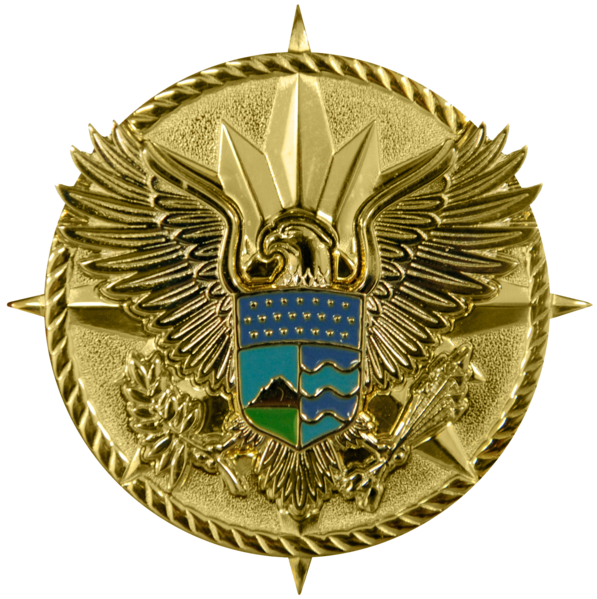
国土安全部部长办公室识别章

### 海岸防卫队独有识别章

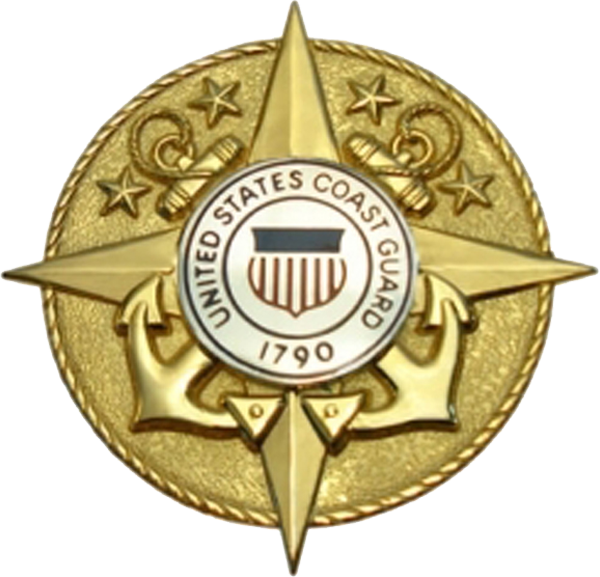
司令官参谋识别章
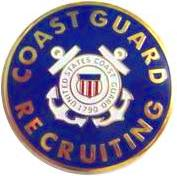
海岸防卫队招募识别章
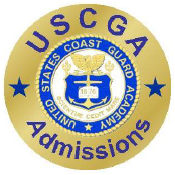
海岸防卫队学院招募识别章
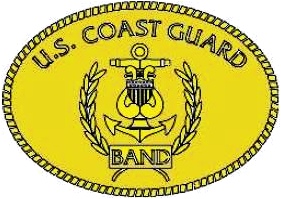
海岸防卫队乐队识别章
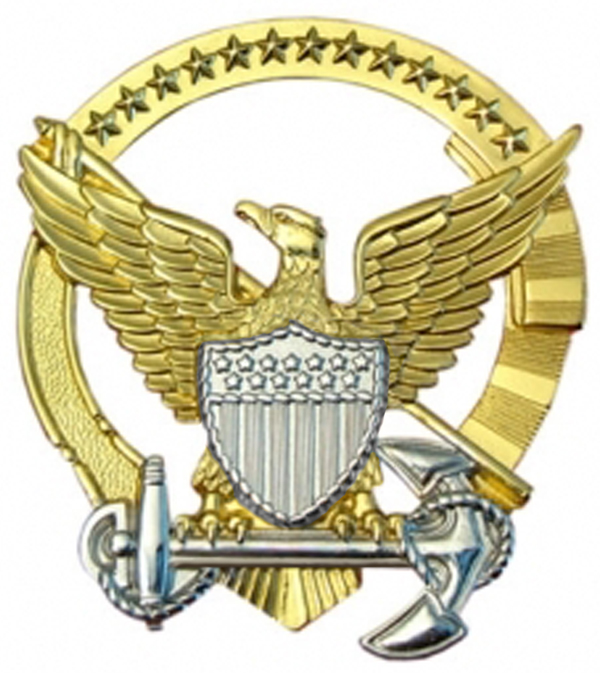
海岸防卫队海上指挥官识别章
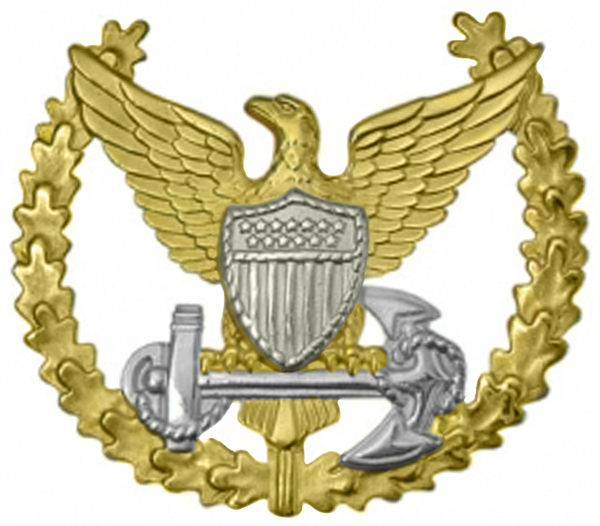
海岸防卫队陆上指挥官识别章
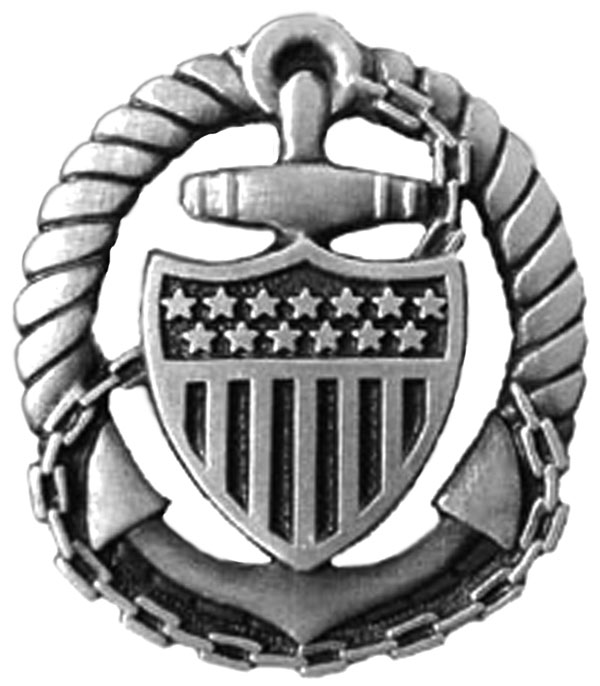
士官海上指挥识别章
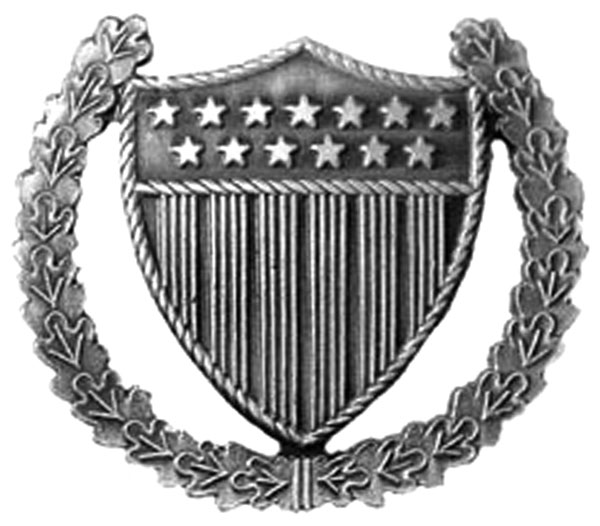
士官陆上指挥识别章
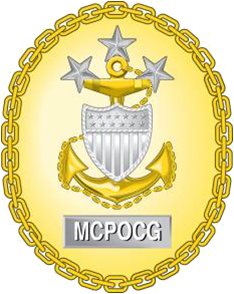
司令官指定海岸防卫队指挥士官长识别章（图示为海岸防卫队总士官长）
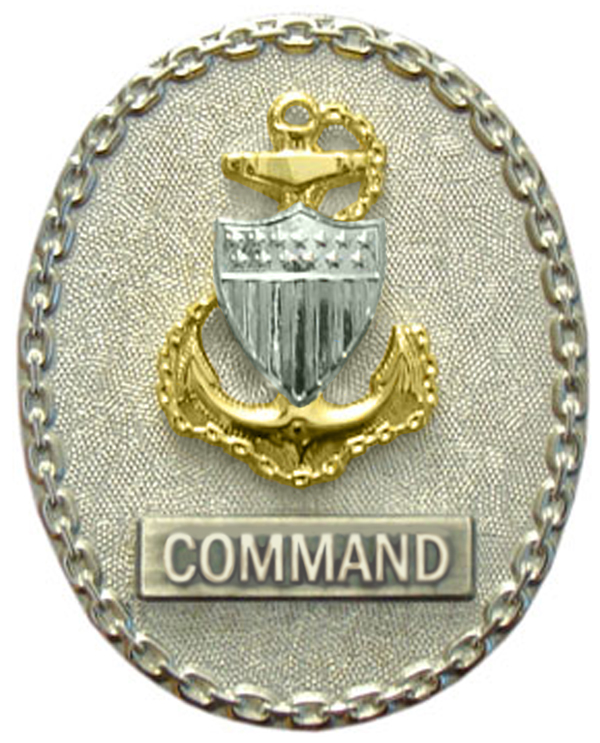
非指定海岸防卫队指挥士官长识别章（图示为指挥三等士官长）
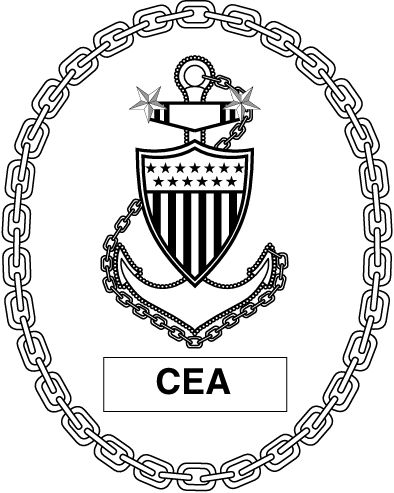
海岸防卫队指挥资深士官顾问章
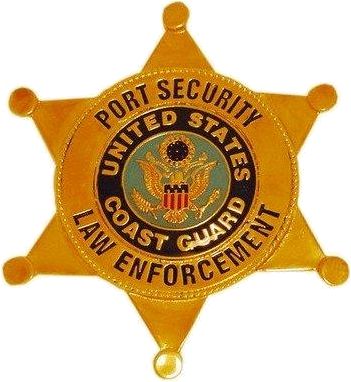
海岸防卫队港口保安执法识别章
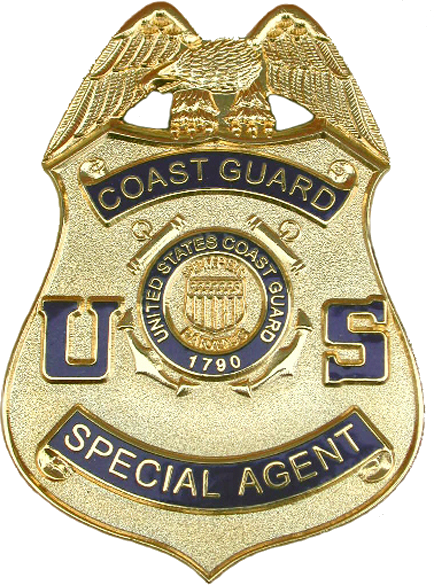
海岸防卫队调查处特别探员识别章